# Xác định giới tính phụ thuộc nhiệt độ

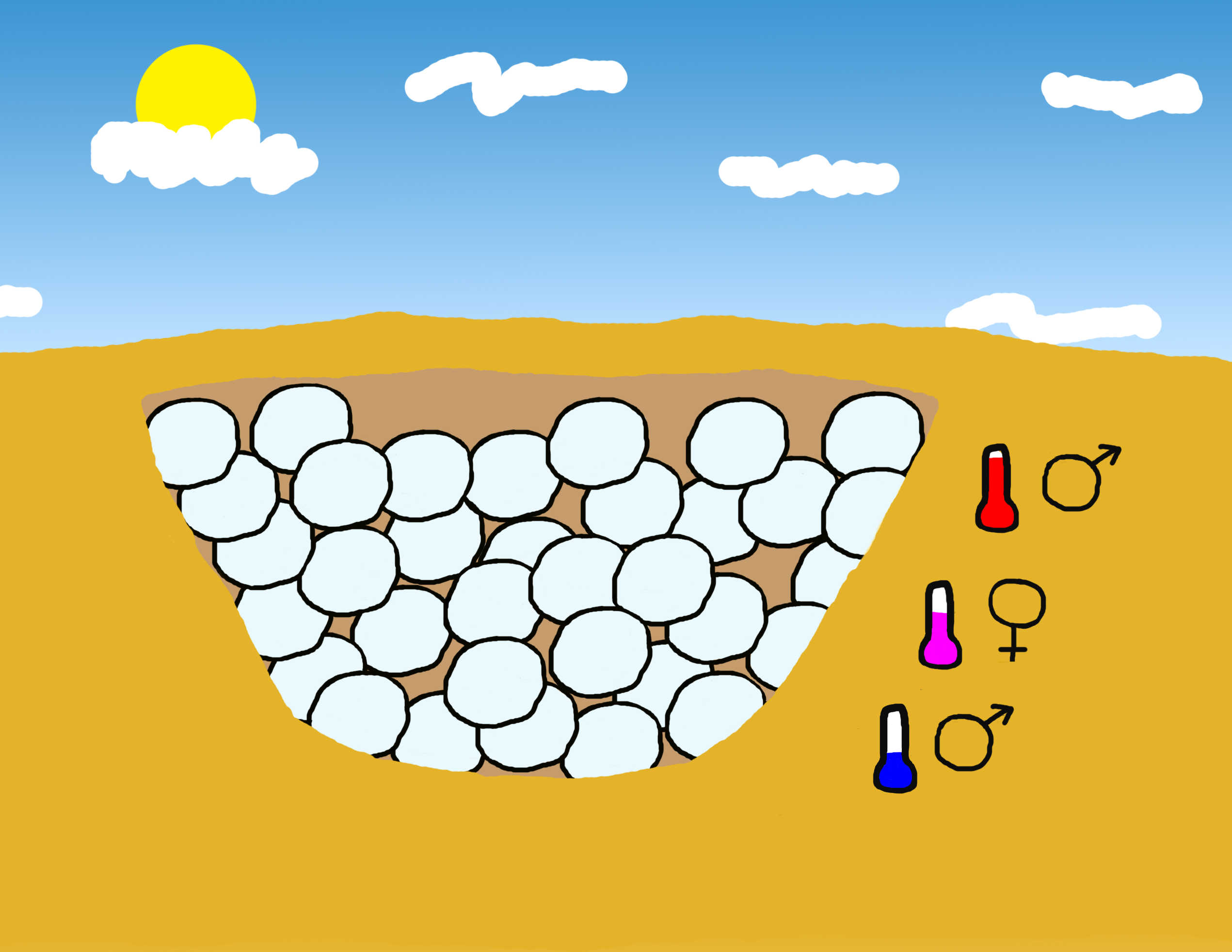
Vích biển cái đào hố trên bãi biển, đẻ trứng rồi lấp đi. Những trứng ở mặt trên (nhiệt độ cao) và ở đáy hố (mát hơn hẳn) thì nở thành con đực, còn những trứng ở khoảng giữa (nhiệt độ trung bình) nở thành con cái.

Xác định giới tính phụ thuộc nhiệt độ (Temperature-dependent sex determination - TSD) là một phương thức xác định giới tính cá thể (là đực hoặc là cái) do nhiệt độ môi trường quyết định trong quá trình phát triển của phôi hoặc của ấu trùng. Nó chỉ được quan sát thấy ở các loài bò sát và cá teleost. TSD khác với hệ thống xác định giới tính nhiễm sắc thể thường gặp ở động vật có xương sống. Đây là loại xác định giới tính môi trường (ESD) phổ biến nhất và được nghiên cứu nhiều nhất. Một số điều kiện khác, ví dụ mật độ, pH và màu nền môi trường, cũng được quan sát để thay đổi tỷ số giới tính, có thể được phân loại là xác định giới tính phụ thuộc nhiệt độ hoặc phân biệt giới tính phụ thuộc nhiệt độ, tùy thuộc vào các cơ chế liên quan. Khi các cơ chế xác định giới tính, TSD và xác định giới tính di truyền (GSD) nên được xem xét theo cách tương đương, có thể dẫn đến việc xem xét lại tình trạng của các loài cá được cho là có TSD khi chịu nhiệt độ khắc nghiệt thay thế về nhiệt độ trải qua trong quá trình phát triển trong tự nhiên, vì những thay đổi về tỷ số giới tính với sự thay đổi nhiệt độ có liên quan đến sinh thái và tiến hóa.
Trong khi TSD đã được quan sát thấy ở nhiều loài bò sát và cá, sự khác biệt di truyền giữa giới tính và cơ chế phân tử của TSD chưa được tiết lộ. Con đường qua trung gian cortisol và con đường điều hòa biểu sinh được cho là các cơ chế tiềm năng liên quan đến TSD.
Trứng bị ảnh hưởng bởi nhiệt độ mà chúng được ủ trong thời gian một phần ba nằm giữa của quá trình phát triển phôi. Thời kỳ ủ bệnh quan trọng này được gọi là thời kỳ nhạy cảm nhiệt (TSP). Thời gian cụ thể của cam kết giới tính được biết đến do một số tác giả giải quyết niên đại mô học về phân biệt giới tính trong tuyến sinh dục của rùa với TSD.